# Juan Leal
Juan Fernando Leal Arango (Medellín, 2 agosto 1980) è un ex calciatore colombiano.